# Hamza Zaïdi
Pour les articles homonymes, voir Zaidi.
Hamza Zaïdi (en arabe : حمزة زايدي) est un footballeur algérien né le 9 novembre 1990 à Ghardaïa. Il évolue au poste d'allier gauche au CR Témouchent.

## Biographie
Hamza Zaïdi évolue en première division algérienne avec le club de la JS Saoura. Il inscrit avec cette équipe huit buts en championnat lors de la saison 2015-2016, puis sept buts la saison suivante.
Le 1er septembre 2018, il se met en évidence en étant l'auteur d'un doublé en championnat, lors de la réception de l'USM Alger, permettant à son équipe de l'emporter sur le score de 3-0. Le 20 février 2021, il marque un nouveau doublé en championnat, sur la pelouse de l'ASO Chlef, permettant à son équipe de s'imposer très largement sur le score de 0-6 à l'extérieur.
Il participe à la Ligue des champions d'Afrique lors de la saison 2018-2019 avec Saoura. Il joue six matchs dans cette compétition, et délivre une passe décisive lors du premier tour contre l'Ittihad de Tanger.

## Palmarès
JS Saoura
- Championnat d'Algérie :
  - Vice-champion : 2015-16 et 2017-18.

- Championnat d'Algérie D2 (1) :
  - Vie-champion : 2011-12.